# Sabatieria kolaensis
Sabatieria kolaensis är en rundmaskart. Sabatieria kolaensis ingår i släktet Sabatieria, och familjen Comesomatidae. Arten är reproducerande i Sverige.